# Rêve au coin du feu
Rêve au coin du feu – francuski animowany film niemy z 1894 roku w reżyserii Émile’a Reynauda.
Premiera filmu odbyła się 28 października 1894.